# Leichtathletik-Europameisterschaften 1971/Hammerwurf der Männer

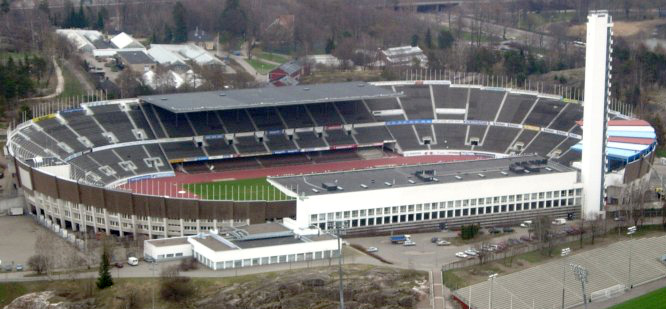
Das Olympiastadion von Helsinki im Jahr 2005

Der Hammerwurf der Männer bei den Leichtathletik-Europameisterschaften 1971 wurde am 13. und 14. August 1971 im Olympiastadion von Helsinki ausgetragen.
Europameister wurde der bundesdeutsche Olympiadritte von 1964 und EM-Dritte von 1966 Uwe Beyer. Er gewann vor dem DDR-Werfer Reinhard Theimer. Der sowjetische Titelverteidiger Anatolij Bondartschuk errang die Bronzemedaille.

## Bestehende Rekorde
| Weltrekord           | 76,40 m | Walter Schmidt        | Lahr, BR Deutschland (heute Deutschland) | 4. September 1971  |
| Europarekord         | 76,40 m | Walter Schmidt        | Lahr, BR Deutschland (heute Deutschland) | 4. September 1971  |
| Meisterschaftsrekord | 74,68 m | Anatolij Bondartschuk | EM Athen, Griechenland                   | 20. September 1969 |

Der bestehende EM-Rekord wurde bei diesen Europameisterschaften nicht erreicht. Der weiteste Wurf gelang dem bundesdeutschen Europameister Uwe Beyer mit 72,36 m im Finale am 14. August, Damit verfehlte er den Rekord um 2,32 m. Zum Welt- und Europarekord fehlten ihm 4,04 m.

## Qualifikation
13. August 1971, 12:00 Uhr
23 Teilnehmer traten zur Qualifikationsrunde an. Zwölf Athleten übertrafen (hellblau unterlegt) die Qualifikationsweite für den direkten Finaleinzug von 66,00 m. Damit war die Mindestanzahl von zwölf Finalteilnehmern exakt erreicht. Die qualifizierten Wettbewerber und traten am darauffolgenden Tag zum Finale an.
| Platz | Name                  | Nation         | Weite (m) |
| ----- | --------------------- | -------------- | --------- |
| 1     | Gyula Zsivótzky       | Ungarn         | 71,58     |
| 2     | Reinhard Theimer      | DDR            | 71,44     |
| 3     | Sándor Eckschmiedt    | Ungarn         | 69,98     |
| 4     | Anatolij Bondartschuk | Sowjetunion    | 69,42     |
| 5     | Wassili Chmelewski    | Sowjetunion    | 68,32     |
| 6     | Jochen Sachse         | DDR            | 68,24     |
| 7     | Ramuald Klim          | Sowjetunion    | 67,90     |
| 8     | Lutz Caspers          | BR Deutschland | 67.02     |
| 9     | Uwe Beyer             | BR Deutschland | 67,98     |
| 10    | Walter Schmidt        | BR Deutschland | 67,90     |
| 11    | Stanisław Lubiejewski | Polen          | 67,18     |
| 12    | Mario Vecchiato       | Italien        | 67,02     |
| 13    | István Encsi          | Ungarn         | 65,96     |
| 14    | Ernst Ammann          | Schweiz        | 65,74     |
| 15    | Howard Payne          | Großbritannien | 65,54     |
| 16    | Jacques Accambray     | Frankreich     | 65,50     |
| 17    | Srećko Štiglić        | Jugoslawien    | 65,14     |
| 18    | Risto Miettinen       | Finnland       | 64,12     |
| 19    | Wladimir Prikhodko    | Frankreich     | 63,48     |
| 20    | Sune Blomqvist        | Schweden       | 62,68     |
| 21    | Hans Pötsch           | Österreich     | 62,60     |
| 22    | Barry Williams        | Großbritannien | 60,56     |
| NM    | Carlos Sustelo        | Portugal       | ogV       |

## Finale

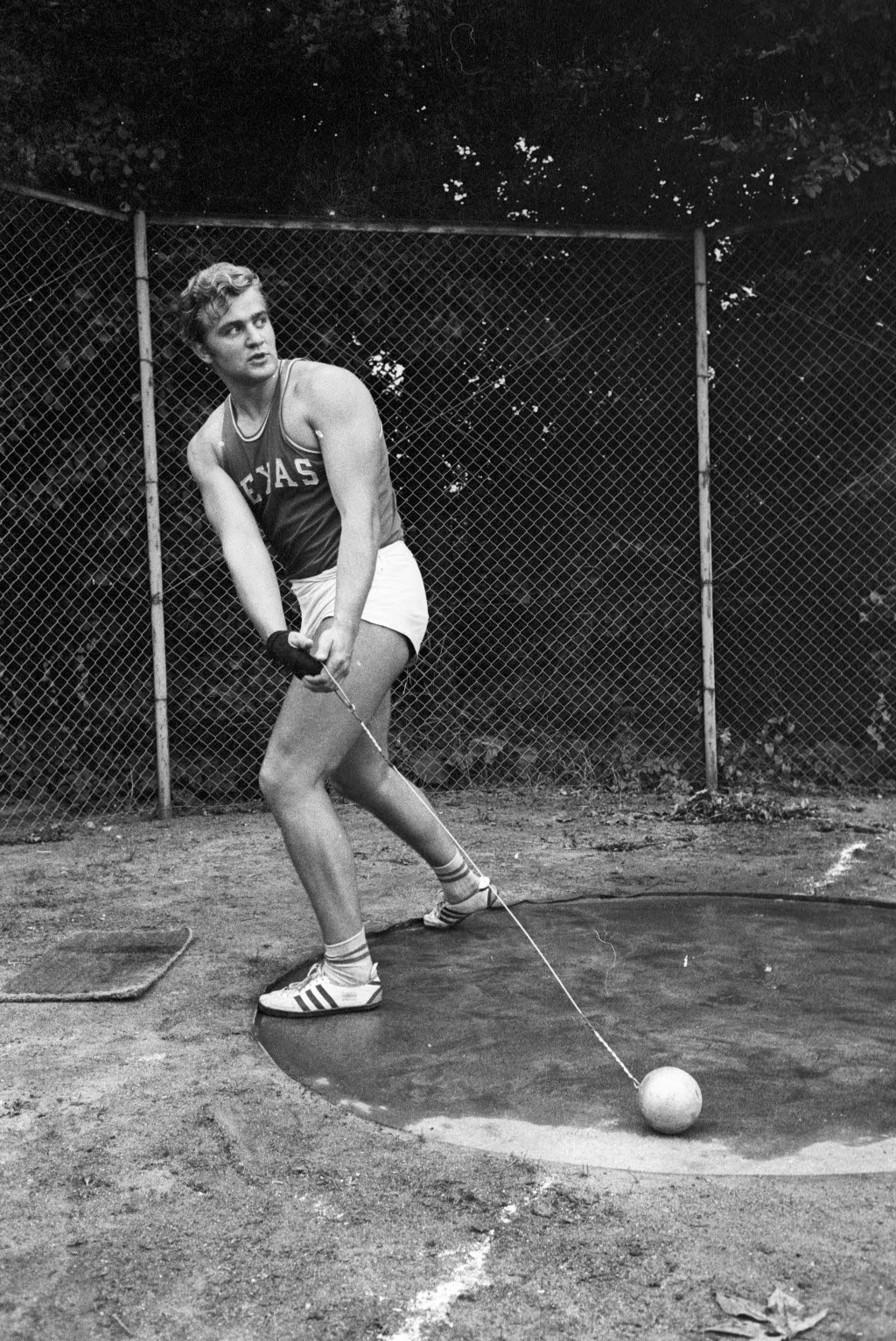
Europameister Uwe Beyer – nach seinem Tiefpunkt mit dem Ausscheiden in der olympischen Qualifikationsrunde 1968 jetzt wieder in der Erfolgsspur
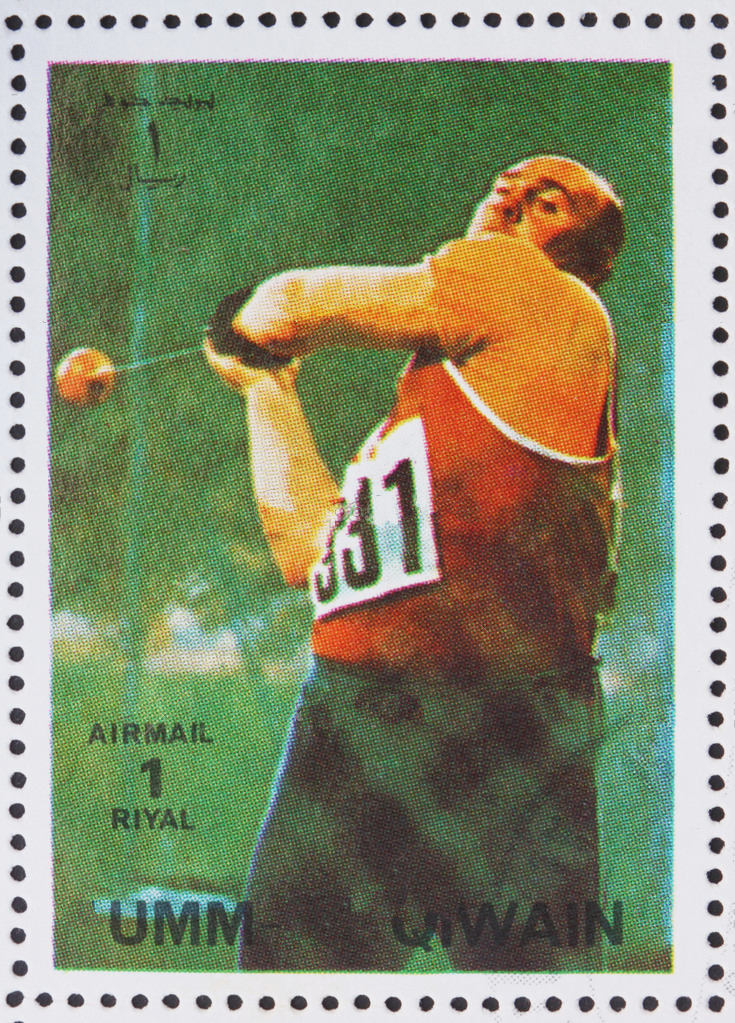
Titelverteidiger Anatolij Bondartschuk (hier dargestellt auf einer Briefmarke) errang Bronze
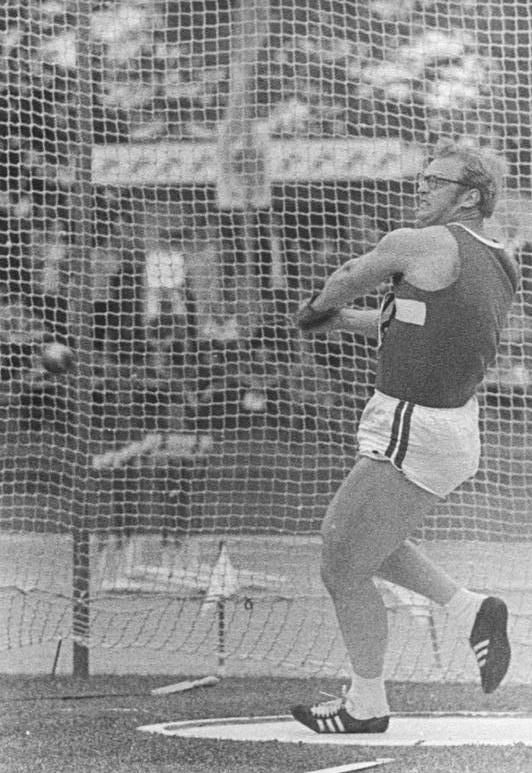
Jochen Sachse kam auf den siebten Platz – jeweils Silber gab es für ihn bei den Olympischen Spielen 1972 und den Europameisterschaften 1974

14. August 1971, 17:00 Uhr
| Platz | Name                  | Nation         | Weite (m) |
| ----- | --------------------- | -------------- | --------- |
| 1     | Uwe Beyer             | BR Deutschland | 72,36     |
| 2     | Reinhard Theimer      | DDR            | 71,80     |
| 3     | Anatolij Bondartschuk | Sowjetunion    | 71,40     |
| 4     | Ramuald Klim          | Sowjetunion    | 70,64     |
| 5     | Walter Schmidt        | BR Deutschland | 70,54     |
| 6     | Sándor Eckschmiedt    | Ungarn         | 69,74     |
| 7     | Jochen Sachse         | DDR            | 69,74     |
| 8     | Stanisław Lubiejewski | Polen          | 67,50     |
| 9     | Wassili Chmelewski    | Sowjetunion    | 67,00     |
| 10    | Mario Vecchiato       | Italien        | 66,96     |
| 11    | Gyula Zsivótzky       | Ungarn         | 66,94     |
| NM    | Lutz Caspers          | BR Deutschland | ogV       |

## Video
- HELSINKI 1971 MARTELLO ORO PER BEYER BRD, youtube.com, abgerufen am 29. Juli 2022